# L'Océan (train)
Pour les articles homonymes, voir Océan (homonymie).

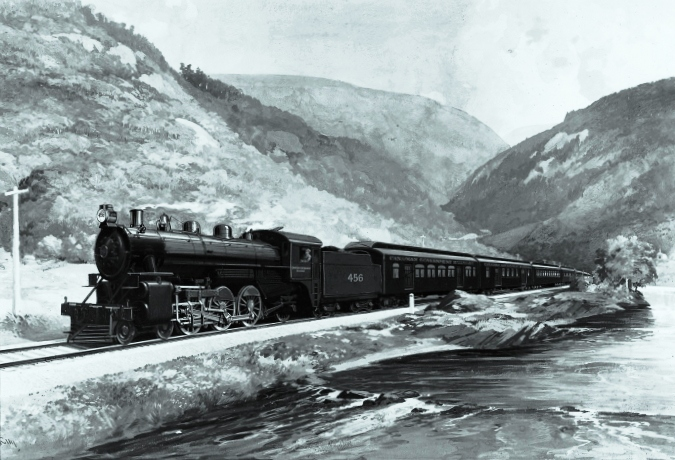
« Ocean Limited », vallée de la Matapédia, Nouveau-Brunswick, vers 1915.

L’Océan est un train de passagers de Via Rail Canada. Il offre un service entre Montréal et Halifax, desservant notamment au passage Québec, Bathurst et Moncton. Appelé Ocean Limited jusqu'en 1966, il circule depuis 1904 et est actuellement le plus vieux train de passagers nommé en Amérique du Nord.
Le trajet, effectué trois fois par semaine prend environ vingt-deux heures. Le train quitte Montréal en début de soirée et arrive à Halifax le lendemain en fin d'après-midi. Dans l’autre direction, il quitte Halifax en début d'après-midi pour arriver à Montréal en milieu de matinée le lendemain.

## Historique

### Ocean Limited
Il est inauguré par le chemin de fer Intercolonial du Canada le 3 juillet 1904.

### L'Océan
Le nom du train appelé Ocean Limited de 1904 à 1966 est changé pour L'Océan en français et Ocean en anglais.
Opéré quotidiennement jusqu'en 1990, sa fréquence est réduite à ce moment à trois fois par semaine. En raison de la réintroduction du train Atlantic, il est alors opéré en alternance avec celui-ci. À la suite de l'abandon de l'Atlantic en 1994, le train est  opéré six fois par semaine. Cependant, le 27 juin 2012, Via Rail annonce des compressions dans son réseau et donc que le train l'Océan se verra diminuer de moitié son service. Dès novembre 2012, le train est en service trois jours par semaine, soit le mercredi, vendredi et dimanche. Via Rail explique que la clientèle de ce train a diminué de moitié depuis une quinzaine d'années et que l'offre se devait de s'ajuster.

## Gares desservies (de l'ouest vers l'est)
Les différentes gares desservies par province par le train  :

### Québec
- Montréal (Gare Centrale)
- Saint-Lambert (Gare Saint-Lambert)
- Drummondville (Gare de Drummondville)
- Charny (Gare de Charny)
- Montmagny (Gare de Montmagny)
- La Pocatière (Gare de La Pocatière)
- Rivière-du-Loup (Gare de Rivière-du-Loup)
- Rimouski (Gare de Rimouski)
- Mont-Joli (Gare de Mont-Joli)
- Sayabec (Gare de Sayabec)
- Amqui (Gare d'Amqui)
- Causapscal
- Matapédia (Gare de Matapédia)

### Nouveau-Brunswick
- Campbellton (Gare de Campbellton)
- Charlo (Gare de Charlo)
- Belledune (Gare de Jacquet River)
- Petit-Rocher (Gare de Petit-Rocher)
- Bathurst (Gare de Bathurst)
- Miramichi (Gare de Miramichi)
- Rogersville (Gare de Rogersville)
- Moncton (Gare de Moncton)
- Sackville (Gare de Sackville)

### Nouvelle-Écosse
- Amherst (Gare d'Amherst)
- Springhill Junction (Gare de Springhill Junction)
- Truro (Gare de Truro)
- Halifax (Gare d'Halifax)